# Гінсдейл (округ, Колорадо)
Шаблон:StateAbbr_ 37°49′ пн. ш. 107°17′ зх. д. / 37.82° пн. ш. 107.28° зх. д.
Округ Гінсдейл (англ. Hinsdale County) — округ (графство) у штаті Колорадо, США. Ідентифікатор округу 08053.

## Історія
Округ утворений 1874 року.

## Демографія
За даними перепису 
2000 року 
загальне населення округу становило 790 осіб, усе сільське.
Серед мешканців округу чоловіків було 406, а жінок — 384. В окрузі було 359 домогосподарств, 247 родин, які мешкали в 1304 будинках.
Середній розмір родини становив 2,6.
Віковий розподіл населення поданий у таблиці:
| Стать    | До 15 років | 15-21 | 22-29 | 30-39 | 40-49 | 50-65 | 65-85 | Понад 85 |
| -------- | ----------- | ----- | ----- | ----- | ----- | ----- | ----- | -------- |
| Чоловіки | 61          | 21    | 29    | 56    | 92    | 96    | 46    | 5        |
| Жінки    | 70          | 20    | 24    | 51    | 74    | 104   | 40    | 1        |

## Суміжні округи
- Ганнісон — північ
- Савоч — північний схід
- Мінерал — схід
- Арчулета — південний схід
- Ла-Плата — південний захід
- Сан-Хуан — захід
- Урей — північний захід

## Виноски
1. ↑  U.S. Decennial Census. United States Census Bureau. Архів оригіналу за 26 квітня 2015. Процитовано 8 червня 2014.
2. ↑  Historical Census Browser. University of Virginia Library. Архів оригіналу за 11 серпня 2012. Процитовано 8 червня 2014.
3. ↑  Population of Counties by Decennial Census: 1900 to 1990. United States Census Bureau. Архів оригіналу за 31 липня 2014. Процитовано 8 червня 2014.
4. ↑  Census 2000 PHC-T-4. Ranking Tables for Counties: 1990 and 2000 (PDF). United States Census Bureau. Архів оригіналу (PDF) за 18 грудня 2014. Процитовано 8 червня 2014.
5. ↑  State & County QuickFacts. United States Census Bureau. Архів оригіналу за 6 червня 2011. Процитовано 8 червня 2014.(англ.) Наведено за англійською вікіпедією.
6. ↑  American FactFinder. Бюро перепису населення США. Архів оригіналу за 21 травня 2008. Процитовано 31 січня 2008.

| США | Це незавершена стаття з географії США. Ви можете допомогти проєкту, виправивши або дописавши її. |